# Не отпускай меня
«Не отпускай меня» (англ. Never Let Me Go, дословно — «Никогда не отпускай меня») — роман 2005 года британского писателя японского происхождения Кадзуо Исигуро. Номинировался на Букеровскую премию 2005 и Премию Артура Кларка 2006 года. Лучший роман года по версии журнала «Time», включён в список 100 лучших англоязычных романов c 1923 по 2005 годы по версии журнала. Четвертое место в списке 100 лучших книг 21-го века по версии The Guardian. На русском языке издан в 2007 году в переводе Л. Мотылёва.
Хотя в романе присутствуют элементы научной фантастики, он не позиционировался как научно-фантастическое произведение.
В 2010 году вышла экранизация романа. Режиссёром выступил Марк Романек, главные роли исполнили Кэри Маллиган, Эндрю Гарфилд и Кира Найтли. 
В мае 2022 года стало известно, что телеканал FX работает над созданием сериала по фильму, основанному на одноименном романе Кадзуо Исигуро.

## Сюжет
Роман является воспоминаниями Кэти Х. (Kathy H.), молодой женщины около 30 лет, о её детстве в необычной школе-интернате и последующей взрослой жизни. Действие происходит в антиутопической Великобритании конца XX века, в которой люди клонируются для создания живых доноров органов для пересадки, что началось в 1950-х. Кэти и её друзья по интернату как раз такие доноры. До того, как стать донорами, все они в течение более или менее продолжительного времени работают «помощниками», заботясь и поддерживая тех, кто уже стал донорами. Как и в других работах Исигуро, правда становится ясной далеко не сразу и раскрывается постепенно, через намёки.
Роман поделён на три части. Действие первой происходит в Хейлшеме — школе-интернате детства Кэти. Учителя («опекуны») школы поощряют детей («воспитанников») заниматься творчеством в самых разных формах, хотя конечная цель этого воспитанникам неизвестна. Лучшие работы выбираются женщиной, известной в книге только как Мадам, и увозятся из Хейлшема. По общему мнению, они выставляются в некой Галерее. Необычность Хейлшема дополнительно раскрывается через частые медосмотры, почти параноидальную заботу о здоровье воспитанников и изоляцию от внешнего мира, в том числе через полное отсутствие родителей и вообще любых родственников воспитанников. Тем не менее они сами не видят какой-либо необычности интерната.
Почти все значимые герои романа выросли в Хейлшеме. Здесь образовался своеобразный треугольник из Кэти, достаточно скромной и романтичной натуры, Томми, не слишком хорошо вписывающегося в коллектив воспитанников, особенно в детстве, и Рут — экстраверта и лидера своей компании.
Во второй части воспитанники, теперь уже юноши и девушки, покидают Хейлшем и попадают в различные заведения. Главные герои книги вместе отправляются в Коттеджи, где начинают знакомиться с внешним миром и получают практически полную свободу делать всё, что захочется.
В третьей части Кэти становится помощницей, а Томми и Рут — донорами, пробыв помощниками лишь недолго. Через некоторое время Кэти (которой позволено иногда выбирать доноров) становится помощницей Рут, а после того, как та завершила (то есть умерла после выемок органов), заботится о Томми. Следуя последним признаниям и пожеланиям Рут, они становятся любовниками и находят и посещают Мадам. Здесь они наконец-то узнают, почему творчеству придавалось такое значение в Хейлшеме: опекуны хотели доказать, что у клонов тоже есть душа. Кэти и Томми понимают, что Хейлшем был экспериментом с целью улучшить положение клонов и, возможно, изменить отношение общества к ним как к бездушным источникам медицинского материала. Однако из-за изменения политической обстановки эксперимент провалился, Хейлшем закрылся, а клоны не получили каких-либо прав, и все они опять «выращиваются» в тяжёлых условиях. Роман заканчивается смертью Томми и принятием Кэти своей судьбы как будущего донора и, в конце концов, ранней смерти.
Название романа совпадает с названием песни Джуди Бриджуотер, американской певицы, кассета с записью которой в Хейлшеме попадает к Кэти.

## Основные темы
Понятие свободы воли, возможности как-то изменить свою окончательную судьбу, ни разу даже не рассматривается ни одним из персонажей романа. Именно такое полное отсутствие этого понятия делает его важным для книги. Персонажи делают лишь слабые попытки на частичные изменения, показаны также недовольство некоторых доноров на возможность завершения слишком рано (например, после второй выемки) и сцена эмоционального взрыва Томми в последней главе, дающего выход фрустрации после того, как он узнал о несуществовании отсрочек. Как и во многих других антиутопиях, в Хейлшеме практикуется «умолчание», то есть воспитанникам не лгут, а просто не рассказывают всего, особенно их предназначения.
Роман можно трактовать как иллюстрацию итогов пассивности перед лицом социального неравенства, а также беспрекословного принятия обязанностей и «долга» перед обществом. Однако, по признанию самого автора, книга задумывалась как обобщенная метафора человеческой жизни. Воспоминания главной героини состоят из тех же радостей, забот, надежд, которые наполняют жизнь обычного человека. Персонажи вынуждены в ускоренном темпе задавать и отвечать сами себе на вопросы, являющиеся универсальными для любого человека. Мысль об уходе от судьбы, приготовленной им системой, побеге является для героев просто немыслимой не потому, что они не в состоянии осуществить это технически. Донорство для персонажей книги является такой же реальностью, как неизбежность смерти в конце жизненного пути для обычных людей. Исигуро показывает силу человеческой любви и дружбы, которые возникают несмотря на внешние обстоятельства, через воспоминания Кэти.